# Little Talks
«Little Talks» — це дебютний сингл ісландського інді-фолк / інді-поп- рок-гурту Of Monsters and Men. Пісня була випущена як головний сингл дебютного студійного альбому My Head Is Animal (2011). Він також був випущений у міні-альбомі групи Into the Woods. Він був написаний Нанною Бріндіс Гільмарсдоттір та Рагнаром Корхалссоном (Of Monsters and Men), а підготований Ароном Кор Арнарссон. Пісня написана в ключі від Ре-бемоль мажор.

## Пісня
Видання USA Today охарактеризувало пісню як «монстровий хіт» («monster hit»), зазначивши її «швидкохідний приспів» та «важку відбивку». PBS Arts наголосив на «обертовій, заразній енергії» пісні. За словами Нанни Бріндіс Гільмарсдоттір, у пісні описано двох люблячих людей, які розмовляють, не чуючи одне одного. З тексту пісні слідує, що один з ліричних героїв нещодавно помер, що втілюється у ідеї «можливо, одна людина насправді не чує іншу». Натхненням для створення пісні послугував старий будинок, в який авторка переїхала.

## Комерційне виконання
У серпні 2011 року радіо Філадельфія 104.5 почало грати «Little Talks», що привело групу до загальнонаціональної популярності у Сполучених Штатах. Станом на березень 2013 року в США було продано понад 2 мільйони примірників.
«Little Talks» досягла 12-ї позиції у британських чартах та повторно увійшла до топ-40 пісень у чартах Великої Британії 2013 року. В Ірландії пісня дебютувала 26 липня 2012 року і вже 16 серпня посіла перше місце, перебуваючи там протягом двох тижнів. Пісня досягла свого максимуму під номером 20 у чарті Billboard Hot 100, ставши їхнім першим топ-20 синглом у США. Пісня тримає рекорд щодо найдовшого досягання топ-40 протягом 30 тижнів. «Little Talks» — це також сингл, що посів найвищі місця у чартах, будучи створеним ісландськими виконавцями. 21 липня 2012 року він очолив список альтернативних пісень і протримався там майже два тижні, і, зрештою, ставши третьою найуспішнішою піснею за рік. Пізніше «Little Talks» була сертифікована Platinum у Сполучених Штатах, що стало їх першою піснею цього гурту, яка досягла такого результату. В Австралії, пісня стала другою у чарті «Найпопулярніші 100 пісень» Triple J за 2012 рік. Крім цього, сингл потрапив у топ-10 у Новій Зеландії та кількох європейських країнах, включаючи Австрію, фламандську Бельгію, Німеччину та Італію.

## Музичне відео
Музичне відео було оприлюднене через YouTube 2 лютого 2012 року.
Відео починається з того, що п'ять небесних матросів (яких грають учасники групи), помічають предмет, що падає з неба. Коли вони досліджують його, метеорит розбивається і з нього народжується прекрасна жіноча істота (яку зіграла Нанна Бріндіс Хільмарсдоттір). Вона приєднується до моряків на їхньому небесному кораблі, і героїв атакує величезний двоголовий птах. Дівчина перемагає його за допомогою своїх магічних здібностей, але корабель зазнає аварії, змушуючи героїв подорожувати пішки крізь печеру. Коли вони виходять, то стикаються з іншим звіром, якого дівчина знову перемагає за допомогою магії. Вони просуваються вперед, але, перетинаючи замерзлу водойму, падають під лід, занурюючись у холодну воду прямісінько у лапи морського монстра. Дівчина перемагає і цього звіра, надавши можливість рухатися далі. Герої використовують плаваючий айсберг, щоб підійнятися в небо, де їх зустрічає величезна тварина, одягнена у такі ж кольори, що і дівчина. Дівчина посміхається, ілюструючи щасливий фінал, на чому пісня закінчується.
Відео було створене продюсерською компанією WeWereMonkeys, яка також випустила відео на сингл групи "King and Lionheart" у 2013 році.
Музичне відео було номіновано на музичну премію MTV Video 2012 за найкращу художню режисуру у відео, але програло відеокартині Кеті Перрі «Широке пробудження». На відео представлені моряки на своєму небесному кораблі з жінкою-духом, що слідує за ними.

## У популярній культурі
У 2013 році зірка YouTube Курт Гюго Шнайдер та Coca-Cola об'єдналися для створення музичних роликів, на яких були творчі обкладинки двох хітів 2011 року, а саме «Little Talks» та «Відчуй себе так близько» Кальвіна Харріса для кампанії під назвою «Звуки AHH». «Little Talks» показують, що Шнайдер грає лише пляшками, келихами та банками з кока-колою. У цій версії представлений вокал Кевіна Олусола. Комерційні редакції відео вийшли в ефір прем'єри 13 сезону American Idol 14 січня 2014 року на FOX.
Пісня прозвучала в прем'єрі третього сезону Таємних операцій та в епізоді «Some Girls».
Пісня також є відтворюваною доріжкою в Guitar Hero Live і була випущена як DLC для Rock Band 4.
«Little Talks» також була представлена в саундтреці The Sims 3: Seasons, записаному в Simlish.

## Чарти
| Чарт (2011—2014)                                        | Найвища позиція |
| ------------------------------------------------------- | --------------- |
| Австралія (ARIA)                                        | 7               |
| Австрія (Ö3 Austria Top 75)                             | 9               |
| Бельгія (Ultratop Flanders)                             | 3               |
| Бельгія (Ultratop Wallonia)                             | 11              |
| Канада (Canadian Hot 100)                               | 55              |
| Канада Rock (Billboard)                                 | 13              |
| Чехія (IFPI)                                            | 2               |
| Чехія (Singles Digitál Top 100)                         | 63              |
| Europe (Euro Digital Songs)                             | 9               |
| Франція (SNEP)                                          | 29              |
| Німеччина (Official German Charts)                      | 5               |
| Iceland (Tónlist)                                       | 1               |
| ARTIST OR SONG MANDATORY FIELDS FOR IRISH CHARTS        | 1               |
| Італія (FIMI)                                           | 3               |
| Японія (Japan Hot 100)                                  | 72              |
| Luxembourg Digital Songs (Billboard)                    | 6               |
| Mexico Ingles Airplay (Billboard)                       | 1               |
| Mexico Airplay (Billboard)                              | 43              |
| Нідерланди (Dutch Top 40)                               | 16              |
| Нідерланди (Mega Single Top 100)                        | 18              |
| Нова Зеландія (RIANZ)                                   | 4               |
| ПОМИЛКА: НЕ ВКАЗАНО ПАРАМЕТР chartid У ПОЛЬСЬКОМУ ЧАРТІ | 4               |
| Шотландія (Official Charts Company)                     | 12              |
| Словаччина (IFPI)                                       | 6               |
| Іспанія (PROMUSICAE)                                    | 21              |
| Швеція (Sverigetopplistan)                              | 21              |
| Швейцарія (Media Control AG)                            | 24              |
| Велика Британія (Official Charts Company)               | 12              |
| США (Billboard Hot 100)                                 | 20              |
| США (Adult Contemporary) (Billboard)                    | 20              |
| США (Adult Top 40) (Billboard)                          | 6               |
| США (Alternative Songs) (Billboard)                     | 1               |
| США (Hot Rock Songs) (Billboard)                        | 3               |
| США (Mainstream Top 40) (Billboard)                     | 18              |
| Venezuela Top 200 (Record Report)                       | 108             |

| Чарт (2012)                          | Позиція |
| ------------------------------------ | ------- |
| Australia (ARIA)                     | 38      |
| Austria (Ö3 Austria Top 40)          | 35      |
| Belgium (Ultratop 50 Flanders)       | 11      |
| Belgium (Ultratop 50 Wallonia)       | 44      |
| Germany (Media Control AG)           | 13      |
| Netherlands (Dutch Top 40)           | 58      |
| Netherlands (Single Top 100)         | 46      |
| Poland (ZPAV)                        | 49      |
| Switzerland (Schweizer Hitparade)    | 57      |
| UK Singles (Official Charts Company) | 109     |
| US Hot Rock Songs                    | 7       |
| US Alternative Songs                 | 3       |

| Чарт (2013)                     | Позиція |
| ------------------------------- | ------- |
| Australia (ARIA)                | 53      |
| New Zealand (Recorded Music NZ) | 38      |
| Spain (PROMUSICAE)              | 44      |
| Sweden (Sverigetopplistan)      | 74      |
| US Billboard Hot 100            | 65      |
| US Adult Top 40 (Billboard)     | 24      |
| US Hot Rock Songs (Billboard)   | 13      |

| Чарт (2010—2019)              | Позиція |
| ----------------------------- | ------- |
| US Hot Rock Songs (Billboard) | 38      |

## Приміти
1. ↑  Mansfield, Brian (30 березня 2012). On the Verge: Of Monsters and Men. USA Today. Архів оригіналу за 23 лютого 2013. Процитовано 26 лютого 2013.
2. ↑  Of Monsters and Men - "Little Talks". PBS Arts. Public Broadcasting System. Архів оригіналу за 2 травня 2015. Процитовано 30 січня 2020. [Архівовано 2015-05-02 у Wayback Machine.]
3. ↑  Best New Releases, April 3rd, Vol. I – Of Monsters and Men, The Lumineers, Max and the Moon, Lux, Black Mountain, Twin Steps | Best new indie rock music songs, albums, bands, artists and festivals. Indierockcafe.com. Архів оригіналу за 6 квітня 2013. Процитовано 20 червня 2013.
4. ↑  Grein, Paul (6 березня 2013). Week Ending March 3, 2013. Songs: Is The Right Song #1?. Chart Watch. Yahoo Music. Архів оригіналу за 24 березня 2013. Процитовано 14 березня 2013.
5. ↑  Hot 100 Chart Moves: Nicki Minaj Passes Madonna, 'Voice' Finalists Debut. Billboard. Архів оригіналу за 4 лютого 2020. Процитовано 30 січня 2020.
6. ↑  Of Monsters and Men — Little Talks. 2 лютого 2012. Архівована копія. Архів оригіналу за 18 квітня 2016. Процитовано 30 січня 2020.{{cite web}}:  Обслуговування CS1: Сторінки з текстом «archived copy» як значення параметру title (посилання)
7. ↑  Discovery: Of Monsters and Men — Page. Interview Magazine. Архів оригіналу за 7 липня 2018. Процитовано 20 червня 2013.
8. ↑  WeWereMonkeys — Of Monsters and Men: Little Talks. Архів оригіналу за 27 квітня 2013. Процитовано 13 квітня 2013.
9. ↑  WeWereMonkeys — Of Monsters and Men: King and Lionheart. Архів оригіналу за 27 квітня 2013. Процитовано 13 квітня 2013.
10. ↑  Best Art Direction Winner 2012 MTV Video Music Awards (VMA). MTV. Viacom International Inc. 2012. Архів оригіналу за 3 листопада 2012. Процитовано 17 листопада 2012. [Архівовано 2013-01-29 у Archive.is]
11. ↑  Behind the Bottles: 5 Questions With Kurt Hugo Schneider. The Coca-Cola Company. Архів оригіналу за 6 травня 2019. Процитовано 30 січня 2020. [Архівовано 2019-05-06 у Wayback Machine.]
12. ↑  Australian-charts.com — {{{artist}}} — {{{song}}}. ARIA Top 50 Singles. Hung Medien.
13. ↑  {{{artist}}} — {{{song}}} Austriancharts.at (нім.). Ö3 Austria Top 40. Hung Medien.
14. ↑  Ultratop.be - {{{artist}}} - {{{song}}} (нід.). Ultratop 50. ULTRATOP & Hung Medien / hitparade.ch.
15. ↑  Ultratop.be - {{{artist}}} - {{{song}}} (фр.). Ultratop 40. ULTRATOP & Hung Medien / hitparade.ch.
16. ↑  ERROR: Billboard chart was invoked without providing an artist. Artist is a mandatory field for this call."{{{artist}}} Chart History (Canadian Hot 100)". Billboard.
17. ↑  ERROR: Billboard chart was invoked without providing an artist. Artist is a mandatory field for this call."{{{artist}}} Chart History (Canada Rock)". Billboard.
18. ↑  ČNS IFPI (чес.). Hitparáda — RADIO TOP100 Oficiální. IFPI Czech Republic. Примітка: вставте в рядок пошуку {{{year}}}{{{week}}}.
19. ↑  "ČNS IFPI" (чес.). Hitparáda — Digital Top 100 Oficiální. IFPI Czech Republic. Примітка: вставте в рядок пошуку {{{year}}}{{{week}}}.
20. ↑  Chart Search Results — Euro Digital Songs 2012-09-15. Billboard.biz. Процитовано 4 листопада 2012.[недоступне посилання]
21. ↑  Lescharts.com — {{{artist}}} — {{{song}}} (фр.). French Singles Chart. Hung Medien.
22. ↑  "Offiziellecharts.de — {{{artist}}} — {{{song}}}". (нім.) GfK Entertainment Charts.
23. ↑  Netlistinn viku 40, 2011. Tonlist.is. Архів оригіналу за 19 липня 2013. Процитовано 20 червня 2013.
24. ↑  Italiancharts.com — {{{artist}}} — {{{song}}} (італ.). Italian Singles Chart. Hung Medien.
25. ↑  ERROR: Billboard chart was invoked without providing an artist. Artist is a mandatory field for this call."{{{artist}}} Chart History (Japan Hot 100)". Billboard.
26. ↑  Chart Search Results — Luxembourg Digital Songs 2012-08-04. Billboard.biz. Процитовано 4 листопада 2012.[недоступне посилання]
27. ↑  Mexico Ingles Airplay — December 8, 2012. Billboard. Архів оригіналу за 5 травня 2018. Процитовано 30 січня 2020.
28. ↑  Chart Search Results — Mexico Airplay 2012-11-10. Billboard.biz. Процитовано 1 листопада 2012.[недоступне посилання]
29. ↑  Dutchcharts.nl — {{{artist}}} — {{{song}}} (нід.). Mega Single Top 100. Hung Medien / hitparade.ch.
30. ↑  Charts.org.nz — {{{artist}}} — {{{song}}}. Top 40 Singles. Hung Medien.
31. ↑  "Listy bestsellerów, wyróżnienia :: Związek Producentów Audio-Video". Polish Airplay Top 100.
32. ↑  "Official Scottish Singles Sales Chart Top 100". Official Charts Company.
33. ↑  SNS IFPI (словац.). Hitparáda — RADIO TOP100 Oficiálna. IFPI Czech Republic. Примітка: вставте в рядок пошуку {{{year}}}{{{week}}}.
34. ↑  Spanishcharts.com — {{{artist}}} — {{{song}}} Canciones Top 50. Hung Medien.
35. ↑  Swedishcharts.com — {{{artist}}} — {{{song}}}. Singles Top 60. Hung Medien.
36. ↑  {{{artist}}} — {{{song}}} swisscharts.com. Swiss Singles Chart. Hung Medien.
37. ↑  "Official Singles Chart Top 100". Official Charts Company.
38. ↑  ERROR: Billboard chart was invoked without providing an artist. Artist is a mandatory field for this call."{{{artist}}} Chart History (Hot 100)". Billboard.
39. ↑  ERROR: Billboard chart was invoked without providing an artist. Artist is a mandatory field for this call. "{{{artist}}} Chart History (Adult Contemporary)". Billboard.
40. ↑  ERROR: Billboard chart was invoked without providing an artist. Artist is a mandatory field for this call."{{{artist}}} Chart History (Adult Pop Songs)". Billboard.
41. ↑  ПОМИЛКА: Чарт Billboard було використано та не вказано «artistid». Заповнення поля «artistid» є обов'язковим для чартів Billboard у цьому шаблоні. {{{artist}}} Album & Song Chart History" Billboard Alternative Songs, {{{artist}}}. Prometheus Global Media.
42. ↑  ERROR: Billboard chart was invoked without providing an artist. Artist is a mandatory field for this call."{{{artist}}} Chart History (Hot Rock Songs)". Billboard.
43. ↑  ERROR: Billboard chart was invoked without providing an artist. Artist is a mandatory field for this call."{{{artist}}} Chart History (Pop Songs)". Billboard.
44. ↑  Nuevas Esta Semana. Record Report (ісп.). R.R. Digital C.A. 13 жовтня 2012. Архів оригіналу за 14 жовтня 2012.
45. ↑  ARIA 2012 Top 100 Albums Chart. Australian Recording Industry Association (ARIA). Архів оригіналу (PDF) за 9 січня 2013. Процитовано 16 січня 2013.
46. ↑  Jahreshitparade Singles 2012. austriancharts.at. Архів оригіналу за 2 грудня 2019. Процитовано 4 січня 2020.
47. ↑  JAAROVERZICHTEN 2012 : Singles [Архівовано 28 грудня 2015 у Wayback Machine.] (in Dutch). ultratop.be/nl. Retrieved 10 March 2014.
48. ↑  Rapports Annuels 2012. Ultratop. Архів оригіналу за 17 липня 2017. Процитовано 12 жовтня 2019.
49. ↑  Top 100 Singles Jahrescharts 2012 (German) . VIVA. Viacom International Media Networks. Архів оригіналу за 6 січня 2013. Процитовано 5 січня 2013. [Архівовано 2013-01-06 у Wayback Machine.]
50. ↑  Top 100-Jaaroverzicht van 2012. Top 40. Архів оригіналу за 1 грудня 2018. Процитовано 12 жовтня 2019.
51. ↑  Jaaroverzichten – Single 2012 (Dutch) . MegaCharts. Архів оригіналу за 2 липня 2019. Процитовано 19 грудня 2019.
52. ↑  TOP digital utworów - 2012 (Polish) . ZPAV. Архів оригіналу за 17 вересня 2013. Процитовано 30 жовтня 2013. [Архівовано 2013-09-17 у Wayback Machine.]
53. ↑  Schweizer Jahreshitparade 2012 – hitparade.ch. Hung Medien. Архів оригіналу за 7 жовтня 2014. Процитовано 12 жовтня 2019.
54. ↑  End of Year 2012 (PDF). UKChartsPlus. Архів оригіналу (PDF) за 31 березня 2016. Процитовано 25 серпня 2018.
55. ↑  Best of 2012 - Rock Songs 1-10. Billboard.com. Архів оригіналу за 29 червня 2018. Процитовано 16 січня 2013.
56. ↑  Best of 2012 - Alternative Songs 1-10. Billboard.com. Архів оригіналу за 25 травня 2013. Процитовано 16 січня 2013.
57. ↑  2013 Annual ARIA Singles Chart. Australian Recording Industry Association. Архів оригіналу за 4 вересня 2019. Процитовано 29 грудня 2019.
58. ↑  Top Selling Singles of 2013. Recorded Music NZ. Архів оригіналу за 29 жовтня 2014. Процитовано 1 січня 2015. [Архівовано 2014-02-03 у Wayback Machine.]
59. ↑  Top 50 Canciones Anual 2013. Promuiscae.es. Архів оригіналу за 20 лютого 2014. Процитовано 3 лютого 2014.
60. ↑  Årslista Singlar – År 2013 (Swedish) . Sverigetopplistan. Архів оригіналу за 24 лютого 2020. Процитовано 12 жовтня 2019.
61. ↑  Best of 2013 – Hot 100 Songs. Billboard.com. Архів оригіналу за 17 грудня 2013. Процитовано 13 грудня 2013.
62. ↑  Adult Pop Songs – Year-End 2013. Billboard. Архів оригіналу за 5 жовтня 2015. Процитовано 15 вересня 2019.
63. ↑  Hot Rock Songs – Year-End 2013. Billboard. Архів оригіналу за 2 травня 2020. Процитовано 15 вересня 2019.
64. ↑  Decade-End Charts: Hot Rock Songs. Billboard. Архів оригіналу за 16 грудня 2019. Процитовано 25 грудня 2019.